# 威权资本主义
威權資本主義（英語：Authoritarian capitalism），又称非自由資本主義（illiberal capitalism），是一種資本主義市場經濟與威權政府並存的經濟體系。與國家資本主義相關並與之重疊的是國家進行商業活動的製度，威權資本主義將私有財產和市場力量的運作與鎮壓異議、限制言論自由以及缺乏選舉或選舉制度相結合一個占主導地位的政黨。

## 简介
通常被稱為專制資本主義國家的國家包括經濟改革开放以來的中國、奧班·維克多領導下的匈牙利、弗拉基米爾·普京領導下的俄羅斯、奧古斯托·皮諾切特領導下的智利、李光耀領導下的新加坡和雷傑普·塔伊普·埃爾多安領導下的土耳其以及冷战期间第三世界众多法西斯和軍事獨裁政权。早期納粹德國也被描述為威權資本主義，尤其是因為其在1930年代的私有化政策。
政治學家就威權資本主義是否具有長期可持續性以及在資本主義自由市場經濟體系条件下進行政治鎮壓的長期可行性持有不同意见。

## 历史
作為一種政治經濟模式，威權資本主義並不是最近才出現的現象。縱觀歷史，威權資本主義的例子包括曼努埃爾·埃斯特拉達·卡布雷拉和豪爾赫·烏比科在危地馬拉的統治、奧古斯托·皮諾切特在智利的統治、蘇哈託在印度尼西亞的新秩序和人民行動黨在新加坡的早期執政。第一次世界大戰期間，威權主義和自由主義政權之間的意識形態分歧明顯不那麼明顯，因為兩者都與資本主義經濟模式保持一致。此外，第二次世界大戰的軸心國被描述為擁有極權資本主義經濟體系，是威權資本主義早期發展的例子。
二戰結束後，各種威權資本主義政權在欠发达的東亞、南歐（西班牙、葡萄牙、希腊）和拉丁美洲出現、發展並轉變為自由資本主義模式。有观点認為，這些早期政權的自由化主要是由於美國等自由資本主義國家的主導地位，而不是自然、内生性的過渡。也就是说，当代威權資本主義政權可能會進一步發展該制度。
由於冷戰期間第一世界內的威權主義失敗，威权资本主义成為一個相對不為人知的制度，但隨著中國和俄羅斯等威權國家向資本主義經濟模式的轉變，威權資本主義最近聲名鵲起。 雖然最初認為轉變為資本主義模式會導致威權國家內部形成自由民主，但威權資本主義模式的持續存在導致這種觀點的接受程度下降。此外，一些人認為，通過使用資本主義經濟模型，威權政府通過提高公民的生活質量來提高其政權的穩定性。羅伯特·卡根強調了這一吸引力，他說：“毫無疑問，對於希望能夠在不失去權力控制權的情況下追求經濟增長的獨裁者來說，中國是一個有吸引力的模式”。
此外，威權資本主義政權的經濟生產也出現了顯著增長，國際貨幣基金組織表示，威權資本主義國家的GDP增長率平均為6.28%，而自由資本主義國家的GDP增長率為2.62%。此外，許多人認為，自由資本主義在全球金融危機和美國政府反應遲緩的情況下，與更專制的製度相比，無法迅速應對危機。事實上，許多人認為威權資本主義和自由資本主義已經或將要在全球舞台上展開競爭。

## 案例

### 中国
人们普遍认为，中国是一个威权政权。加拿大弗雷泽研究所的个人自由排名上名列第136位 ，人权观察组织2018年的报告描述了中国因对待活动人士的待遇而“广泛而持续地侵犯人权”，限制信息自由、政治表达、宗教自由和少数群体权利。而传统基金会在2018年的经济自由度指数中将中国列为第110位。
记者库兰茨克（Joseph Kurlantzick）和政治学家Yuen Yuen Ang认为，如果中国继续保持威权控制，就无法充分利用推动未来增长所需的创业要素。“为了实现这种增长，政府必须释放和引导公民社会的巨大创造潜力，这需要更大的言论自由、更多的公众参与和更少的国家干预”。

### 匈牙利
儘管仍存爭議，但有些人聲稱，在2010年奧班·維克多當選後，匈牙利不再是東歐自由民主的主要典範，而成為威權資本主義政權的典範。奧班·維克多政权被描述為嚴重限制新聞自由和權力平衡，同時通過諸如選區劃分等手段破坏民主程序。 除了日益增強的威權主義之外，匈牙利還保留了其資本主義元素，在2016年弗雷澤經濟自由研究所全球排名第59位， 跨國研究所將匈牙利作為高度威權資本主義政權的例子。由於工資增長緩慢、失業率上升和實施政策改革的高債務，匈牙利威權資本主義的興起被描述為對自由資本主義的幻想破滅。這些改革被描述為既涉及通過低公司稅率獲得企業的支持，又涉及通過使用威權措施防止工會或低收入工人等實體的反對。

### 俄罗斯
加特（Azar Gat）將俄羅斯現代威權資本主義國家的一個突出例子，在保持資本主義經濟模式的同時變得愈加威權。弗里贝格（Aaron L. Friedberg）指出：“俄羅斯制度從共產主義極權主義演變為一種民族主義威權資本主義形式，至少目前看來是相對穩定的”。弗里伯格還將1996年的總統選舉描述為威權資本主義在俄羅斯開始形成的時刻，一個由寡頭控制的媒體支持並由鮑里斯·葉利欽和後來的弗拉基米爾·普京領導的日益強大的多數黨。自1999年来普京的領導下，俄羅斯政府重新獲得國家對自然資源的控制、獲得對媒體的控制以及通過限制非政府組織活動等措施限制異議來鞏固其權力。

### 沙特阿拉伯
沙特阿拉伯被自由之家視為一個威權國家，其公民自由得分為7/100，這是因为其絕對君主制禁止任何政治權利，言論和宗教自由受到政府的極度控制。在傳統基金會的經濟自由度排名中，沙特阿拉伯在2021年排名第63位，領先於中國和俄羅斯。儘管沙特經濟存在國有化，但一直拥有開放市場。

### 新加坡
新加坡被人權觀察等機構視為一個高压政權，缺乏言論自由和性自由，存在死刑和未經審判的拘留 。此外，李光耀統治下新加坡擁抱資本主義的核心方面，在弗雷澤研究所2016年的經濟自由度排名位列第二，創造了一個威權資本主義國家。然而，關於新加坡經濟成功的持續可行性存在爭議，新加坡的人均GDP從1960年的427.88美元增加到2017年的57,714.3美元。一些經濟學家認為，新加坡壓制個人言論和思想自由，嚴重限制了其獲得未來增長的能力。儘管如此，就其穩定性而言，新加坡被認為是一個例外，丹尼爾·W·德雷茲納表示“除了新加坡，這種（威权资本主义）模式從未長期奏效”。

## 评价
威權資本主義作为一種政治經濟模式，其性質的各個方面都面臨著各種批評，包括資本主義與威權主義有效共存的能力。一些專家认为，威權資本主義模式是不穩定的，最終會轉變為自由資本主義模式，德雷茲納 (Daniel W. Drezner) 指出：“比較政治中的傳統智慧是，隨著社會變得更富有，他們也開始要求更多政治问責”。與之相反，也有人認為，資本主義政權財富的增加使威權政權能夠更充分地利用技術來幫助維持其政權。

### 威权崩溃论
德雷茲納（Daniel W. Drezner）為《外交政策》雜誌認為，當社會變得更富有時，其公民開始要求更多的政治问责和民主。因此，成功促進經濟增長的資本主義經濟政策本質上不利於專制政權的延續。隨著生活質量和通訊資源的增加，個人將越來越多地尋求減少對其人權的限制，因此成功的經濟將不可避免地導致公民反抗專制政府。一個恰當的例子是穆罕默德-礼萨·巴列维統治時期的伊朗王國，一個威權資本主義制度，享有令人難以置信的增長，但仍然引發了伊朗伊斯兰革命。
安（Yuen Yuen Ang）在《外交事務》中寫道，威權政權對言論自由的限制不利於公民創新和創業的能力，導致國家經濟增長放緩。約翰·李、邁克爾·威特和戈登·雷丁认为，威權資本主義政權主要通過其實現經濟增長的能力獲得合法性，因此這種對經濟增長的固有限制最終會導致政權崩潰。

### 威权延续论
約翰·李（John Lee）和布拉瑪·切拉尼（Brahma Chellaney）認為，威權資本主義是自由資本主義的潛在競爭對手，中國等威權資本主義政權最近的成功被用作他們論點的核心。 切拉尼進一步表示，通過使用資本主義的元素，政權可以更有效地利用現代技術來壓制對政府的異議，例如在中國使用的防火长城。 霍勒斯（Niv Horesh）認為，中國提供的威權資本主義模式是自由資本主義的可行替代方案，具有更有效的決策過程。
此外，尼夫·霍雷什認為資本主義的自由市場政策導致專制政策的增加，例如瑪格麗特·撒切爾所追求的那些。這一論點的核心在於這樣一種觀點，即公民將支持任何提供物質舒適的政權，而自由資本主義國家日益加劇的經濟不平等和自動化會破壞這種舒適。此外，自由資本主義也因無法充分應對技術進步而受到挑戰，澳大利亞前總理陸克文在聲明中總結道：“民主國家，就像公司一樣，現在可以被黑客攻擊”。 除了這些技術挑戰，维特（Michael Witt）和勒丁（Gordon Redding——還指出了似乎未能解決諸如杰利蝾螈之類的結構性問題。安德斯·科爾將中國的擴張描述為其威權資本主義政權成功的有力論據。
笹川和平基金會的亞倫·弗里伯格（Aaron Friedberg）認為，威權資本主義國家利用西方世界的剝削、重塑國際秩序和排斥國際行為者來試圖建立自己的治理體系。他還表示，與冷戰時期不同，當代威權國家可能會在試圖鞏固其政權的過程中互相合作。

### 经商便利度
近年來，威權資本主義國家匈牙利和波蘭的營商便利度得分和排名在同一水平上波動，而新加坡仍然位居世界前列，而中國則顯著提高。中國的全球創新指數排名也大幅提升，而匈牙利和波蘭的排名在同一水平上下波動，儘管右翼民粹主義統治。這一證據表明，威權資本主義對企業非常友好，對企業具有吸引力。

## 延伸阅读
- Berger, Mark T. (August 1997). "Singapore's Authoritarian Capitalism: Asian Values, Free Market Illusions, and Political Dependency by Christopher Lingle". "Book Reviews". The Journal of Asian Studies. Cambridge University Press. 56 (3) 853–854. doi:10.1017/S0021911800035129. JSTOR i325583.
- Bhasin, Balbir B. (2007). "Fostering Entrepreneurship: Developing a Risktaking Culture in Singapore". New England Journal of Entrepreneurship. 10 (2): 39–50. ISSN 1550-333X. Retrieved 23 April 2020.
- Budhwar, Pawan S., ed. (2004). Managing Human Resources in Asia-Pacific. Psychology Press. p. 221. ISBN 9780415300063.
- Lingle, Christopher; Owens, Amanda J.; Rowley, Charles K., eds. (Summer 1998). "Singapore and Authoritarian Capitalism". The Locke Luminary. I (1).